# Терлецкий, Станислав
Станислав Анджей Терлецкий (пол. Stanisław Andrzej Terlecki; 13 ноября 1955, Варшава — 28 декабря 2017, Лодзь) — польский футболист, левый крайний полузащитник и нападающий. Выступал за национальную сборную Польши.

## Биография

### Клубная карьера
Воспитанник клубов ОЗПН (Варшава) и «Сталь ФСО» (Варшава), в последнем начал взрослую карьеру. В 1973 году дебютировал в высшем дивизионе в составе клуба «Гвардия» (Варшава), провёл в команде два сезона. С 1975 года в течение шести лет выступал за «ЛКС» (Лодзь).
В 1981 году уехал выступать в Америку, преимущественно играл в футзальных командах, но также провёл два сезона в NASL в составе «Голден Бэй Эртквейкс» и «Нью-Йорк Космос».
В 1986 году вернулся в Польшу, играл за «ЛКС», варшавские «Легию» и «Полонию». В составе «Легии» стал обладателем двух Кубков Польши (1988/89 и 1989/90). В конце 1980-х годов снова недолгое время играл в Америке.
Всего в высшем дивизионе Польши сыграл 255 матчей и забил 32 гола.

### Карьера в сборной
Дебютировал в составе сборной Польши 16 октября 1976 года в матче с Португалией. Впервые отличился в своём втором матче 31 октября 1976 года в игре против Кипра. В 1979 году забивал голы в трёх матчах за сборную подряд. Всего в 1976—1980 годах принял участие в 29 матчах и забил 7 голов.
Рассматривался как кандидат на поездку на чемпионат мира 1978 года, но не попал в окончательный состав из-за травмы.
В ноябре 1980 года был отчислен из сборной и дисквалифицирован после конфликта ряда игроков с руководителями сборной, возникшего на волне антикоммунистических настроений в Польше и желания футболистов встретиться с Папой Римским Иоанном Павлом II (см. Инцидент в аэропорту Окенце). Терлецкий считался одним из вдохновителей этого конфликта.

## Личная жизнь
Родился в Варшаве, был младшим из трёх детей в семье Терезы и Теофила Терлецких, его родители были университетскими профессорами, переселенцами с «восточных кресов». Его старший брат Ежи погиб в малолетстве, а старшая сестра Анна эмигрировала в Австралию. Его дед был офицером австро-венгерской армии.
Супруга — Ева, в семье четверо детей. Сыновья, Мацей (род. 1977) и Станислав-младший (род. 1985) тоже были профессиональными футболистами. Также есть сын Томаш и дочь Анна-Мария.
После окончания карьеры работал тренером в футбольной школе в Лодзи.
Скончался 28 декабря 2017 года в Лодзи в возрасте 62 лет.